# L'Archipel de la terreur
Pour les articles homonymes, voir Terreur.
Ne doit pas être confondu avec L'Archipel du danger.
L'Archipel de la terreur est le 108e roman de la série Bob Morane, écrit par Henri Vernes et publié en 1971 par les éditions Gérard et Cie, puis dans la collection Pocket Marabout.

## Résumé
L'avion de ligne du vol 322 est détourné de sa destination (Papeete) et dirigé vers le pôle sud, en direction d'un archipel désolé du Pacifique sud. Dans cet appareil, Bill Ballantine et Sophia Paramount. Le pilote explique la situation étrange aux contrôleurs aériens, puis les contacts sont coupés. 
Bob Morane est contacté par un organisme gouvernemental pour aller, en éclaireur, vers cet archipel pour faire la lumière sur cet étrange détournement d'avion. 
Arrivé dans l'île principale en canot après avoir dépassé un champ magnétique protégeant l'île, Bob Morane est aux prises avec des milliers de crabes géants, puis doit faire face à des sauterelles-robots qui lancent des rayons paralysants, enfin à des ballons de baudruche géants. Fait prisonnier, il rejoint un camp de prisonniers dans lequel il retrouve Bill et Sophia. 
Les trois aventuriers s'échappent du camp et partent explorer les souterrains de l'île. Au fond de l'un d'eux, ils voient un Être-Cerveau immense. Il s'agit manifestement d'un extraterrestre, et ce dernier tire sa puissance physique et surtout psychique de l'électricité qu'il récupère grâce à des capteurs.
Bob et Bill modifient les branchements électriques, afin qu'au prochain rechargement des batteries, la créature d'un autre monde subisse les effets d'un court-circuit gigantesque : soit elle mourra, soit elle devra quitter les lieux. 
Les trois aventuriers quittent l'île à bord du canot de Bob. Une secousse secoue l'île et ils voient l'extraterrestre quitter son repaire souterrain et s'échapper vers les cieux, quittant la Terre.